# Баркаускас Антанас Стасевич
Антанас Стасевич Баркаускас (нар. 20 січня 1917, село Папарчяй Ковенської губернії, тепер Литва — 17 жовтня 2008, місто Вільнюс, Литва) — радянський литовський державний діяч, голова Президії Верховної Ради Литовської РСР, секретар ЦК КП Литви. Член Бюро ЦК КП Литви в 1960—1985 роках. Член Центральної Ревізійної Комісії КПРС у 1976—1981 роках. Кандидат у члени ЦК КПРС у 1981—1986 роках. Депутат Верховної ради Литовської РСР 5—11-го скликань. Депутат Верховної ради СРСР 9—11-го скликань, заступник голови Президії Верховної Ради СРСР у 1976—1985 роках. Кандидат економічних наук (1959).

## Життєпис
Народився в малоземельній селянській родині. У 1939—1940 роках працював робітником у приватному взуттєвому підприємстві в Каунасі.
У 1940—1941 роках — політичний працівник Народного комісаріату внутрішніх справ Литовської РСР у місті Каунасі. У 1941—1942 роках — в евакуації в місті Горькому, РРФСР.
З 1942 по 1944 рік служив у 16-й литовській стрілецькій дивізії Червоної армії, учасник німецько-радянської війни.
Член ВКП(б) з 1942 року.
З 1944 року — на радянській і партійній роботі в місті Каунасі: секретар Каунаського повітового комітету КП(б) Литви з пропаганди і агітації.
У 1950 році закінчив Вищу партійну школу при ЦК ВКП(б).
У липні 1950 — червні 1953 року — секретар Вільнюського обласного комітету КП(б) Литви; секретар Каунаського обласного комітету КП(б) Литви.
У 1953—1955 роках — викладач, завідувач кафедри політичної економії Каунаського політехнічного інституту.
У 1955—1959 роках — аспірант Академії суспільних наук при ЦК КПРС.
У 1959—1961 роках — завідувач відділу пропаганди і агітації ЦК КП Литви.
30 вересня 1961 — 22 грудня 1975 року — секретар ЦК КП Литви з ідеології.
Одночасно 18 квітня 1963 — 24 грудня 1975 року — голова Верховної ради Литовської РСР.
24 грудня 1975 — 18 листопада 1985 року — голова Президії Верховної ради Литовської РСР.
З листопада 1985 року — персональний пенсіонер союзного значення в місті Вільнюсі.
Помер 17 жовтня 2008 року в місті Вільнюсі.

## Нагороди
- орден Леніна
- орден Жовтневої Революції
- орден Вітчизняної війни ІІ ст.
- орден Трудового Червоного Прапора
- ордени
- медаль «За бойові заслуги»
- медалі
- заслужений діяч культури Литовської РСР (1967)